# Showroom Cinema

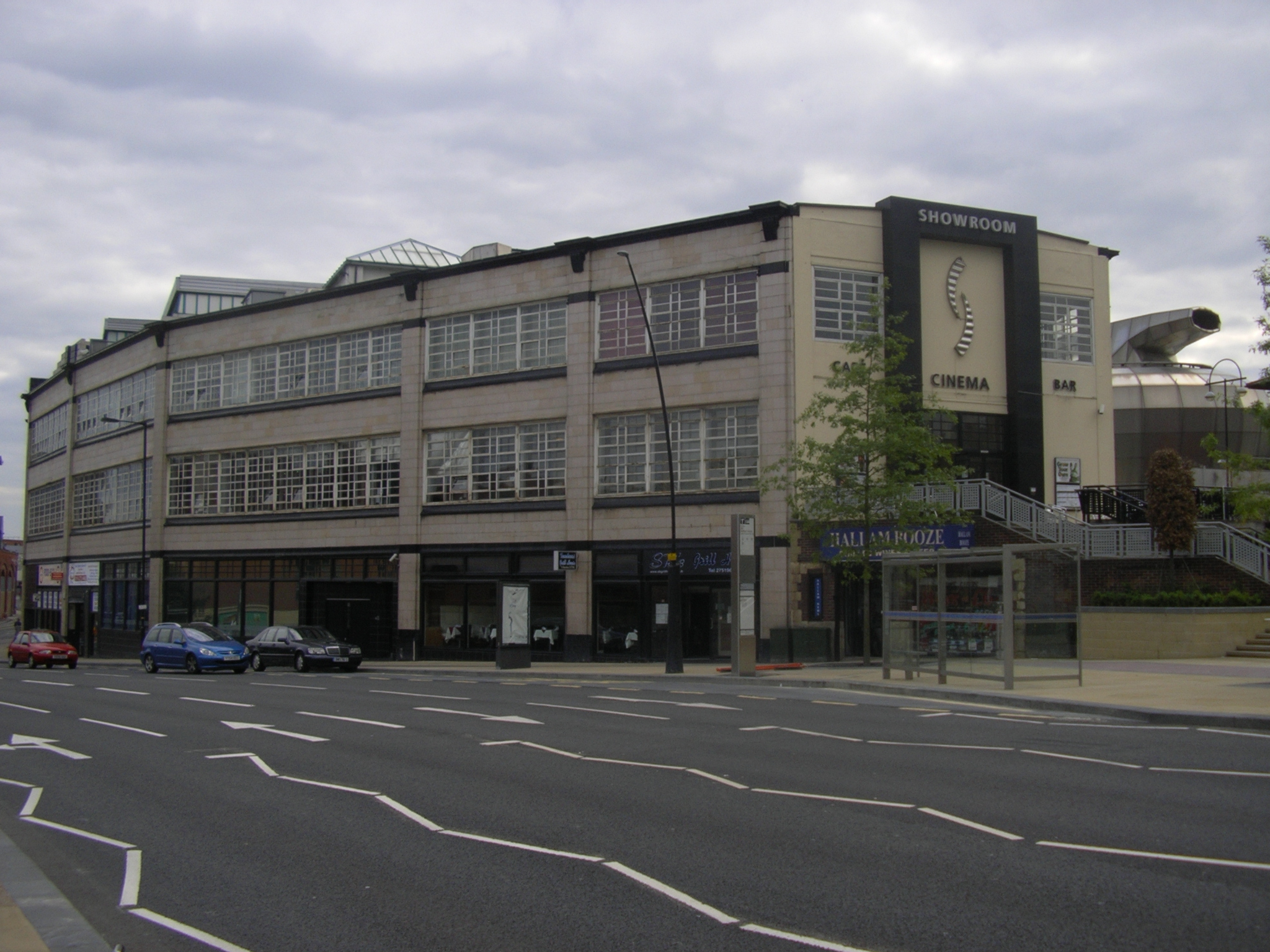
Кинотеатр Showroom Cinema

Showroom Cinema — независимый артхаусный кинотеатр в Шеффилде (Англия).
Расположен в здании в стиле ар-деко 1936 года постройки, где изначально располагался автосалон Kennings. Открылся в 1993 году с двумя кинозалами, но в дальнейшем, в процессе развития добавилось еще 2 кинозала, бар, кафе и конференц-зал, что сделало его одним из самых привлекательных мест в районе Cultural Industries Quarter, в центре Шеффилда.
Большую часть здания, не занятую кинотеатром, занимает «Workstation», офисы предназначенные для использования организациями занимающихся культурной сферой.
В 1998 году была завершена реконструкция, после которой появился вход в кинотеатр прямо с Шиф Скуэйр. При этом вход в «Workstation» остался прежним, со стороны Петерностер Роу.
В 2002 году читателями газеты The Guardian кинотеатр был назван лучшим независимым кинотеатром.
В 2006 году в здании проводились съёмки видеоклипа на песню «Leave Before The Lights Come On» группы Arctic Monkeys.
В 2007 году Showroom получил звание «Лучшая культурная площадка» от журнала Sheffield's Exposed.